# Liste der Kulturdenkmäler in Hünfeld
Die folgende Liste enthält die in der Denkmaltopographie ausgewiesenen Kulturdenkmäler auf dem Gebiet  der  Stadt Hünfeld, Landkreis Fulda, Hessen.
Hinweis: Die Reihenfolge der Denkmäler in dieser Liste orientiert sich zunächst an Stadtteilen und anschließend der Anschrift, alternativ ist sie auch nach der Bezeichnung, der vom Landesamt für Denkmalpflege vergebenen Nummer oder der Bauzeit sortierbar.
Kulturdenkmäler werden fortlaufend im Denkmalverzeichnis des Landes Hessen durch das Landesamt für Denkmalpflege Hessen auf Basis des Hessischen Denkmalschutzgesetzes (HDSchG) geführt. Die Schutzwürdigkeit eines Kulturdenkmals hängt nicht von der Eintragung in das Denkmalverzeichnis des Landes Hessen oder der Veröffentlichung in der Denkmaltopographie ab.

Die Kulturdenkmäler der einzelnen Stadtteile sind in eigenen Listen enthalten:
- Liste der Kulturdenkmäler in Dammersbach
- Liste der Kulturdenkmäler in Großenbach (Hünfeld)
- Liste der Kulturdenkmäler in Kirchhasel (Hünfeld)
- Liste der Kulturdenkmäler in Mackenzell
- Liste der Kulturdenkmäler in Malges
- Liste der Kulturdenkmäler in Michelsrombach
- Liste der Kulturdenkmäler in Molzbach
- Liste der Kulturdenkmäler in Nüst (Hünfeld)
- Liste der Kulturdenkmäler in Oberfeld (Hünfeld)
- Liste der Kulturdenkmäler in Oberrombach (Hünfeld)
- Liste der Kulturdenkmäler in Roßbach (Hünfeld)
- Liste der Kulturdenkmäler in Rudolphshan
- Liste der Kulturdenkmäler in Rückers (Hünfeld)
- Liste der Kulturdenkmäler in Sargenzell

Das Vorhandensein oder Fehlen eines Objekts in dieser Liste ist keine rechtsverbindliche Auskunft darüber, ob es Kulturdenkmal ist oder nicht: Diese Liste entspricht möglicherweise nicht dem aktuellen Stand der offiziellen Denkmaltopographie. Diese ist für Hessen in den entsprechenden Bänden der Denkmaltopographie Bundesrepublik Deutschland und im Internet unter DenkXweb – Kulturdenkmäler in Hessen einsehbar. Auch diese Quellen sind, obwohl sie durch das Landesamt für Denkmalpflege Hessen aktualisiert werden, nicht immer aktuell, da es im Denkmalbestand immer wieder Änderungen gibt.
Eine verbindliche Auskunft erteilt allein das Landesamt für Denkmalpflege Hessen.
Nutze diese Kartenansicht, um Koordinaten in der Liste zu setzen. In dieser Kartenansicht sind Kulturdenkmale ohne Koordinaten mit einem roten bzw. orangen Marker dargestellt und können in der Karte gesetzt werden. Kulturdenkmale ohne Bild sind mit einem blauen bzw. roten Marker gekennzeichnet, Kulturdenkmale mit Bild mit einem grünen bzw. orangen Marker.

## Kernstadt Hünfeld
| Bild                    | Bezeichnung                                            | Lage                                                                                          | Beschreibung | Bauzeit   | Objekt-Nr. |
| ----------------------- | ------------------------------------------------------ | --------------------------------------------------------------------------------------------- | ------------ | --------- | ---------- |
| Gefallenen-Denkmal      | Gefallenen-Denkmal                                     | Am Anger LageFlur: 11, Flurstück: 17/2                                                        |              |           | 37602 DDB  |
| Bild gesucht BW         | Altes Landratsamt                                      | Am Anger 2 LageFlur: 11, Flurstück: 16/4                                                      |              |           | 68129 DDB  |
| Bild gesucht BW         | Stiftsbrunnen                                          | Am Anger 4 LageFlur: 11, Flurstück: 16/3                                                      |              |           | 37622 DDB  |
| Bild gesucht BW         | Katholische Kirche St. Ulrich                          | Appelsbergstraße 9, Berliner Straße 4 LageFlur: 5, Flurstück: 6/59, 6/60                      |              |           | 37627 DDB  |
| Lokschuppen, Wagenhalle | Lokschuppen, Wagenhalle                                | Bahnhofstraße LageFlur: 13, Flurstück: 154/85                                                 |              |           | 37605 DDB  |
| Eisenbahn-Güterschuppen | Eisenbahn-Güterschuppen                                | Bahnhofstraße 1 LageFlur: 13, Flurstück: 154/83                                               |              |           | 37604 DDB  |
| weitere Bilder          | Bahnhof-Empfangsgebäude                                | Bahnhofstraße 15 LageFlur: 13, Flurstück: 154/68                                              |              |           | 37603 DDB  |
| Bild gesucht BW         | Alte Landwirtschaftsschule                             | Brunnenstraße 9 LageFlur: 9, Flurstück: 20/2                                                  |              |           | 68130 DDB  |
| Bild gesucht BW         | Hofreite                                               | Fuldaer Berg 9 LageFlur: 11, Flurstück: 310/3                                                 |              |           | 37815 DDB  |
| Muttergottes            | Muttergottes                                           | Großenbacher Tor LageFlur: 8, Flurstück: 181/2                                                |              |           | 37606 DDB  |
| Ehemalige Stadtmauer    | Ehemalige Stadtmauer                                   | Hainmauerweg, Hainmauer, Fuldaer Berg 30a LageFlur: 11, Flurstück: 197/5, 198/1, 267/2, 422/1 |              |           | 37607 DDB  |
| Bild gesucht BW         | Wegekreuz                                              | Händelweg LageFlur: 8, Flurstück: 153/4                                                       |              |           | 37624 DDB  |
| Wohn- und Geschäftshaus | Wohn- und Geschäftshaus                                | Hauptstraße 9 LageFlur: 11, Flurstück: 239/2                                                  |              |           | 37609 DDB  |
| Bild gesucht BW         | Wohn- und Geschäftshaus, ehemaliges Gasthaus „Malkmus“ | Hauptstraße 16 LageFlur: 11, Flurstück: 42/1                                                  |              |           | 37620 DDB  |
| Wohn- und Geschäftshaus | Wohn- und Geschäftshaus                                | Hauptstraße 21 LageFlur: 11, Flurstück: 257/2                                                 |              |           | 37608 DDB  |
| weitere Bilder          | Amtsgericht                                            | Hauptstraße 24 LageFlur: 11, Flurstück: 9/1                                                   |              |           | 37610 DDB  |
| Bild gesucht BW         | Ehemaliges Gasthaus „Zur Krone“                        | Hauptstraße 25 LageFlur: 11, Flurstück: 1282/261                                              |              |           | 37359 DDB  |
| Bild gesucht BW         | Bildstock                                              | Hinter der Mühle (Kastanienallee) LageFlur: 8, Flurstück: 5/4                                 |              |           | 37614 DDB  |
| Bild gesucht BW         | Ehemaliges „Hotel Engel“                               | Kaiserstraße 12 LageFlur: 11, Flurstück: 280/6                                                |              |           | 37613 DDB  |
| Katholisches Pfarrhaus  | Katholisches Pfarrhaus                                 | Kirchplatz 3 LageFlur: 11, Flurstück: 180/1                                                   |              |           | 37615 DDB  |
| weitere Bilder          | Katholische Kirche St. Jakobus                         | Kirchplatz 5 LageFlur: 11, Flurstück: 1133/181                                                |              |           | 37617 DDB  |
| Ehemalige Schule        | Ehemalige Schule                                       | Kirchplatz 6 LageFlur: 11, Flurstück: 183/1                                                   |              |           | 37616 DDB  |
| Bild gesucht BW         | Alter Friedhof                                         | Klosterstraße LageFlur: 8, Flurstück: 12/1                                                    |              |           | 37619 DDB  |
| weitere Bilder          | Bonifatiuskloster                                      | Klosterstraße 5 LageFlur: 8, Flurstück: 13/8                                                  |              | 1896/1900 | 37618 DDB  |
| Rathaus                 | Rathaus                                                | Konrad-Adenauer-Platz 1 LageFlur: 11, Flurstück: 788/61                                       |              |           | 37621 DDB  |
| Bild gesucht BW         | Bildstock                                              | Molzbacher Straße LageFlur: 9, Flurstück: 43/17                                               |              |           | 37623 DDB  |
| Bild gesucht BW         | Ehemalige Weinbrennerei „F.C. Aha“                     | Niedertor 13 LageFlur: 12, Flurstück: 3/10                                                    |              |           | 37625 DDB  |
| Bild gesucht BW         | Wegekreuz                                              | Rasdorfer Straße LageFlur: 5, Flurstück: 76/15                                                |              |           | 37612 DDB  |
| Villa                   | Villa                                                  | Rathausberg 7 LageFlur: 11, Flurstück: 1261/285                                               |              |           | 37626 DDB  |
| Bild gesucht BW         | Heiliger Josef                                         | Sargenzeller Weg LageFlur: 14, Flurstück: 57                                                  |              |           | 37634 DDB  |
| Evangelisches Pfarrhaus | Evangelisches Pfarrhaus                                | Stiftstraße 1 LageFlur: 11, Flurstück: 13/1                                                   |              |           | 37629 DDB  |
| weitere Bilder          | Evangelische Kirche                                    | Stiftstraße 5 LageFlur: 11, Flurstück: 1199/7                                                 |              |           | 37628 DDB  |
| Bild gesucht BW         | Fachwerkhaus                                           | Töpferstraße 10 LageFlur: 11, Flurstück: 630/164                                              |              |           | 37630 DDB  |
| Bild gesucht BW         | Bildstock                                              | Wiedig LageFlur: 14, Flurstück: 56/2                                                          |              |           | 37633 DDB  |
| Bild gesucht BW         | Fachwerkhaus                                           | Wiesenfelder Weg 1 LageFlur: 12, Flurstück: 199/6                                             |              |           | 37631 DDB  |
| Bild gesucht BW         | Bildstock                                              | Wüste Eller LageFlur: 14, Flurstück: 93                                                       |              |           | 37632 DDB  |